# Pachyscia dilatata
Pachyscia dilatata is een insect uit de orde Phasmatodea en de  familie Diapheromeridae. De wetenschappelijke naam van deze soort is voor het eerst geldig gepubliceerd in 2004 door Chen & He.